# La Vie Claire (Unternehmen)
La Vie Claire ist ein im Jahre 1948 von Henri–Charles Geffroy gegründetes französisches Großhandelsunternehmen für Bio– und Reformhausprodukte.

## Geschichte
Das Unternehmen wurde 1948 von Henri–Charles Geffroy gegründet. 1980 übernahm es die Bernard Tapie Groupe. La Vie Claire erzielte zu diesem Zeitpunkt mit einer Anzahl von 120 Filialen einen Umsatz von 10 Mio. Euro. Tapie versuchte, das Unternehmenserscheinungsbild von La Vie Claire zu verjüngen. Unter anderem unterstützte er ein Radsportteam gleichen Namens, für das er unter anderem auch Bernard Hinault verpflichtete. Im Jahre 1996 wurde La Vie Claire vom Lebensmittelkonzern Distriborg übernommen. Régis Pelen, der Eigentümer Distriborgs, behielt La Vie Claire, als er Distriborg im Jahr 2000 verkaufte.
2020 gehörten 380 großteils im Franchisesystem betriebene Geschäfte zum Unternehmensnetz. Der Umsatz betrug 385 Mio. Euro.
2021 löste Frédéric Guyot Brigitte Brunel–Marmone an der Spitze der Geschäftsführung ab.

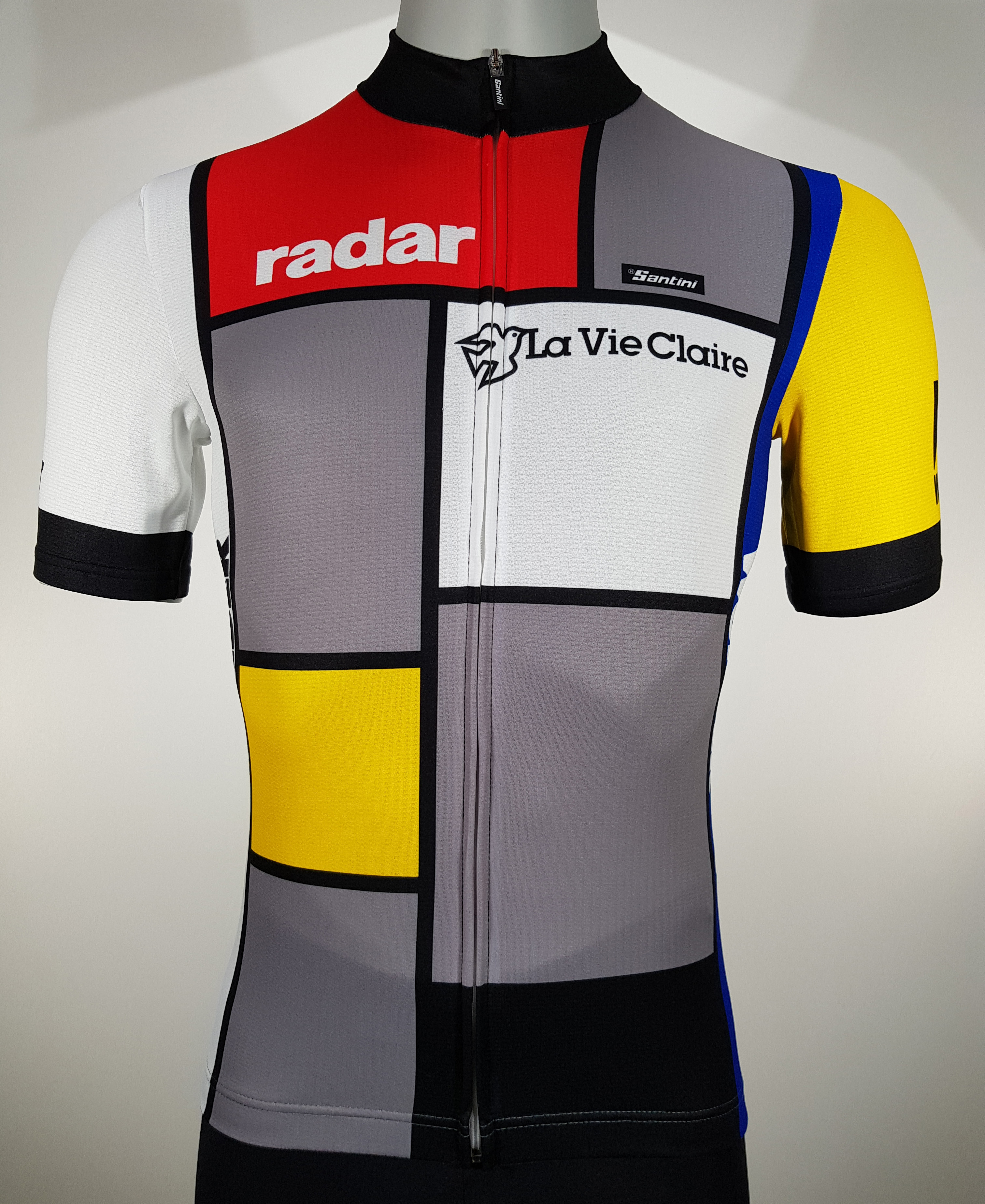
Trikot des Radsportteams La Vie Claire (1984–1986)